# Richard Karl Ullmann
Richard Karl Ullmann (* 19. März 1904 in Frankfurt (Main); † 8. August 1963 in Birmingham, Großbritannien) war ein deutscher Religionspädagoge und Autor.

## Leben und Wirken
Ullmann stammte aus einer angesehenen Frankfurter Bürgerfamilie mit jüdischen Mitgliedern. Sein Vater war promovierter Philosoph und seine Mutter die Tochter eines bekannten Hautarztes. Die umfangreiche Bibliothek des Vaters schloss ihm die Welt der Philosophie und Theologie auf.
Als Kind musste er schmerzhafte Krankheitserfahrungen machen, die seine lebenslange schwache Konstitution zur Folge hatte. In der Gemeinde Rudolf Steiners wurde er 1919 konfirmiert. Die schöngeistige Atmosphäre des Goethegymnasiums animierte ihn nicht nur zum Lernen, sondern auch dazu, sich in der freien Rede zu versuchen, Gedichte zu schreiben und klassische und Gegenwartsliteratur in sich aufzunehmen. Das Schreiben an seinem Tagebuch begleitete ihn von nun an sein Leben lang.
In Frankfurt nahm er ein Studium der Germanistik auf. Hier lernte er auch seine künftige Frau Helene Gotthard kennen, die er 1927 heiratete. In Freiburg im Breisgau studierten beide weiter. Seine Dissertation reichte er 1927 ein, nachdem diese bereits 1926 im Druck erschienen war: "Geschichte des Begriffes ‚Romantisch' in Deutschland". Danach gingen die Eheleute nach Berlin, wo Ullmann über ein Herder-Thema seine Habilitation erlangen wollte. Sein Doktorvater vermittelte ihm aber erst einmal eine Dozentenstelle an der Universität im chinesischen Kanton. Als er nach Deutschland zurückgekehrt war, musste er sich als Privatdozent durchschlagen.
In Volksbildungsheimen hielt er – meist ohne großen Obolus – Vorträge vor Arbeitslosen. Er hatte sich dem Verein Christlicher Nichtarier angeschlossen, der aber bald aufgelöst wurde, was für ihn ein Signal war, auf der Hut zu sein. Von 1934 bis 1937 konnte er an einer Deutschen Akademie in Serres (Griechenland) eine Lektorentätigkeit erhalten, danach kehrte er wieder nach Deutschland zurück.
Nach dem Novemberpogrom 1938 gehörte er zu den „Aktionsjuden“, die im KZ Buchenwald interniert wurden. Auch hier machte er sich sogleich an die geistige Arbeit, indem er für Mitgefangene Bildungsgespräche anbot. Durch die Hilfe von Rudolf Schlosser, eines zu den Quäkern gehörenden Bekannten, wurde er aus dem KZ herausgebracht. Sein Exilland England kehrte sich aber sofort auch gegen ihn, den deutschen Juden, als er nach Kriegsbeginn 1939 als „feindlicher Ausländer“ interniert wurde. Nun sorgte wiederum eine Quäkerin dafür, dass er in einer Bildungseinrichtung dieser Religionsgemeinschaft in Birmingham Unterschlupf finden konnte. Hier wurde er erstmals mit der Form der stillen Andacht konfrontiert, was für den Intellektuellen und Rhetoriker eine Herausforderung bedeutete, der er sich aber seither nicht mehr entziehen konnte. Nach kurzer Zeit drohte eine erneute Internierung; der entging er, indem er 1940 ein Schiff bestieg, das ihn mit Tausenden anderer jüdischer Emigranten nach Australien brachte. Dort wiederum in Haft gekommen, arbeitete er als Deutsch- und Geschichtslehrer in einer Lagerschule. Auch Andachten in der Weise der Quäker gehörten schon zu seinem Angebot. Schließlich konnte er unter dramatischen Umständen nach England zurückkehren, überlebte einen Sturz bei einem deutschen Bombenangriff und kehrte 1946 nach Deutschland zurück.
In Köln schloss er sich einer Quäkergruppe an und trat der Gemeinschaft bei. Aber das Leben in Deutschland war ihm längst fremd geworden, und so ging er zusammen mit seiner Frau 1949 wiederum nach England zurück. Nach vergeblichen Bemühungen zur Veröffentlichung eigener Texte konnte er eine Stelle als Dozent im Schulungslager Wilton Park finden, das als Erziehungsstätte für junge deutsche Kriegsgefangene eingerichtet worden war. Nach der Auflösung dieses Lagers war er wiederum auf der Suche nach einem Broterwerb und fand eine Schulstelle an einer Secondary Modern School in Dagenham, einem heruntergekommenen Londoner Arbeiterviertel. Doch die Arbeiterkinder machten dem Deutschen und Schöngeist das Lehrerdasein so zur Hölle, dass er nach Birmingham an die National Adult School Union ging, wo er als Vortragsreisender zu solchen Themen wie „Christliches Gewissen in der Weltpolitik“ oder „Menschenrechte und menschliches Wohlbefinden“ referierte. Daneben war er jahrelang als Tutor in Woodbrooke tätig.
In England gehörte er dem „Northfield-Meeting“ der Quäker an. In ihrem Auftrag besuchte er 1951 Quäkergruppen in Deutschland. Seit 1954 wurde er als sogenanntes „Fellow“ vom Joseph Rowntree Charitable Trust finanziert und widmete sich nunmehr der Vortragstätigkeit und Versöhnungsarbeit in den USA (1955). Auch in die UdSSR führte ihn 1961 eine Reise. Regelmäßig besuchte er als Teilnehmer die sogenannten „Puidoux-Konferenzen“ der historischen Friedenskirchen und des Internationalen Versöhnungsbundes. 1961 hielt er die zentrale jährliche Vorlesung der britischen Quäker, genannt Swarthmore Lecture. Auch an der Arbeit der Christlichen Friedenskonferenz in Prag und an der Nyborg-Konferenz beteiligte er sich. Beim II. Vatikanischen Konzil war er außerdem Beobachter für die Quäker (Friends World Committee for Consultation). Allen Gesprächen auf Latein vermochte er gänzlich ohne Dolmetscher zu folgen.
Richard Ullmann verstarb nach einem von ihm gehaltenen Vortrag am 8. August 1963. Ein Teil seiner Arbeit wurde von Paul Oestreicher weitergeführt.

## Werke
- Geschichte des Begriffes ‚Romantisch' in Deutschland. Vom ersten Aufkommen des Wortes bis ins 3. Jahrzehnt des 19. Jahrhunderts. Berlin 1926
- Ullmann, Richard und Gotthard, Helene: Geschichte des Begriffes "Romantisch" in Deutschland. Vom ersten Aufkommen des Wortes bis ins 3. Jahrzehnt des 19. Jahrhunderts. Berlin 1927 (Germanische Studien, L). ND Nendlen 1967
- Einführung in die deutsche Satzlehre. Te-wen-chü-fa. Shanghai 1930
- Ullmann, Richard und Pregel, Reinhold: Die Memelfrage heute. Berlin 1936
- The Property of a Gentleman. New York 1938. London 19412
- Escape from Freedom. London 1939
- The Kahns' Progress. London 1940
- Underwood, Vernon, Scott, Douglas und Ullmann, Richard: A Relief Worker's Vocabulary: French, English, German. London (1945)
- The Soldier and the Angel. London 1946
- Coppélia. London 1947
- Doom or Development? In: Hibbert Journal. A Quarterly Review of Religion, Theology, and Philosophy, XLVI, 4, 1948, 329-336
- A Fresh Start. London 1948. London 19502
- The Struggle for Representative Institutions in Germany. In: Parliament Affairs. A Journal of Comparative Politics, II, 1948/49, 361-377; III, 1949/50, 321-338
- Goethe's Power of Vision. In: Aryan Path, XX, 8, 1949, 345-349
- Umgang mit Engländern. (Nürnberg 1949) (Umgang mit Völkern, XVII)
- Aus dem Sonettenkranz ‚Die Flüchtlinge' (Gedicht). In: Der Quäker. Monatsschrift der Deutschen Freunde, XXIV, 2, 1950, 30
- Das Innere Licht. (Gedicht). In: Der Quäker. Monatsschrift der Deutschen Freunde, XXIV, 4, 1950, 70-73
- Arbeitskreis V. In: Der Quäker. Monatsschrift der Deutschen Freunde, XXV, 9, 1951, 138-139 *Ullmann, Richard; Thorpe, H. W.; Murray, John: The Society of Friends, the Church and the State. Four Lectures Given at a Conference at Kewsick Hall, Norwich, August 1952. O.O. 1952. London (19532)
- Karl Marx and Jesus Christ. In: The Friend. The Quaker Weekly Journal, CXI, April 17th1953, 351-352
- A Taste of Poison. London 1954
- Ullmann, Richard; King-Hall, Stephen Sir: German Parliaments. A Study of the Development of Representative Institutions in Germany. London 1954. ND Westport 1979
- Friends and Truth. An Essay. With a Foreword by Herbert G. Wood. London 1955
- Durch Gemeinschaft zum Handeln. In: Der Quäker. Monatsschrift der Deutschen Freunde, XXXII, 6, 1958, 83-85; XXXII, 7, 1958, 98-103
- The Quaker Peace Testimony Restated. London (1958)
- Frankfurter Theologische Konferenz zur Verständigung zwischen Ost und West. In: Der Quäker. Monatsschrift der Deutschen Freunde, XXXIII, 4, 1959, 62-63
- Between God and History. The Human Situation Exemplified in Quaker Thought and Practice. London 1959
- Inter-church Relations and East-West Reconciliation. London 1959 (Information Papers on East-West Relations, II)
- Christliches Glauben und Wirken. In: Der Quäker. Monatsschrift der Deutschen Freunde, XXXIV, 2, 1960, 31-33
- Tolerance and the Intolerable. London 1961 (Swarthmore Lecture, 1961)
- Vom Kalten Krieg zum wirklichen Frieden. In: Der Quäker. Monatsschrift der Deutschen Freunde, XXXV, 8, 1961, 114-119
- Eine Antwort. In: Der Quäker. Monatsschrift der Deutschen Freunde, XXXVI, 2, 1962, 22-23
- Aus dem Sonettenkranz ‚Die Flüchtlinge'. In: Religiöse Gesellschaft der Freunde (Quäker) in Deutschland (Hrsg.): Begegnung mit dem Judentum. Ein Gedenkbuch. Bad Pyrmont 1962, 18 (Stimme der Freunde, II)
- Gethsemane (Gedicht). In: Religiöse Gesellschaft der Freunde (Quäker) in Deutschland (Hrsg.): Begegnung mit dem Judentum. Ein Gedenkbuch. Bad Pyrmont 1962, 23 (Stimme der Freunde, II) *The Dilemmas of a Reconciler. Serving the East-West Conflict. Pendle Hill 1963. London 19642 (Prism Pamphlet, XVII). London 19843
- Pope John XXIII. In: The Friend. A Quaker Weekly Journal, CXXI, 23, June 7, 1963, 661
- Papst Johannes XXIII. In: Der Quäker. Monatsschrift der Deutschen Freunde, XXXVII, 7, 1963, 97-98
- Die Freunde und das Vatikanische Konzil. Ein Auszug aus Richard K. Ullmanns Bericht in Friends Worlds News vom April 1963. In: Der Quäker. Monatsschrift der Deutschen Freunde, XXXVII, 8, 1963, 121-122
- Gethsemane (Gedicht). In: Der Quäker. Monatsschrift der Deutschen Freunde, XXXVII, 10, 1963, 161
- Die Einheit von Glauben und Werken im Quäkertum. In: Hager, Magdalene; Hertzsch, Erich; Kleinschmidt, Karl; Leipoldt, Johannes; Ordnung, Carl; Trebs, Herbert; Wiesner, Kurt; Wirth, Günter; Bredendiek, Walter (Hrsg.): Ruf und Antwort. Festgabe für Emil Fuchs zum 90. Geburtstag. Leipzig 1964, 258-263
- Vom kalten Krieg zum Frieden. In: Gressel, Hans; Kloppenburg, Heinz (Hrsg.): Versöhnung und Friede. 50 Jahre Internationaler Versöhnungsbund (3. August 1964). Dortmund 1964, 134-135
- The Dilemmas of a Reconciler: Serving the East-West Conflict. In: Der Quäker. Monatsschrift der Deutschen Freunde, XXXVIII, 1, 1964, 4-6
- Friede, Freiheit, Gerechtigkeit. Hamburg 1964 (Evangelische Zeitstimmen, XIX); Die Aufgaben des Christen für den Frieden. Aus einem kürzlich erschienenen Beitrag aus dem Journal der Prager Friedenskonferenz, den unser Freund Richard K. Ullmann kurz vor seinem Tode geschrieben hat. In: Der Quäker. Monatsschrift der Deutschen Freunde, XXXVIII, 6, 1964, 162-163
- Zur Aussprache über die Denkschrift der Ev. Kirche. Auszug aus dem Vortrag v. Richard Ullmann: Gerechtigkeit und Liebe. In: Der Quäker. Monatsschrift der Deutschen Freunde, XL, 1, 1966, 4-6
- Justice and Love. In: Durnbaugh, Donald (Hrsg.): On Earth Peace. Discussions on War. Peace Issues Between Friends, Mennonites, Brethren and European Churches, 1935–75. Elgin 1978, 173-184
- Redefining Security. In: International Security, VIII, 1, 1983, 129-153
- Versöhnung im Dilemma zwischen Liebe und Wahrheit. Berlin 1986.